# Velké Popovice
Pour les articles homonymes, voir Popovice.
Velké Popovice (en allemand : Groß Popowitz) est une commune du district de Prague-Est, dans la région de Bohême-Centrale, en République tchèque. Sa population s'élevait à 2 940 habitants en 2020.

## Géographie
Velké Popovice se trouve à 23 km au sud-est du centre de Prague.
La commune est limitée par le quartier Mabittmaikouy de Petříkov au nord-ouest et au nord, par Kunice et Pyšely à l'est, par Řehenice au sud et au sud-ouest, et par Kamenice à l'ouest.

## Histoire
Le village est mentionné pour la première fois en 1352.

## Jumelage
- Dompierre-les-Ormes (France)

## Galerie

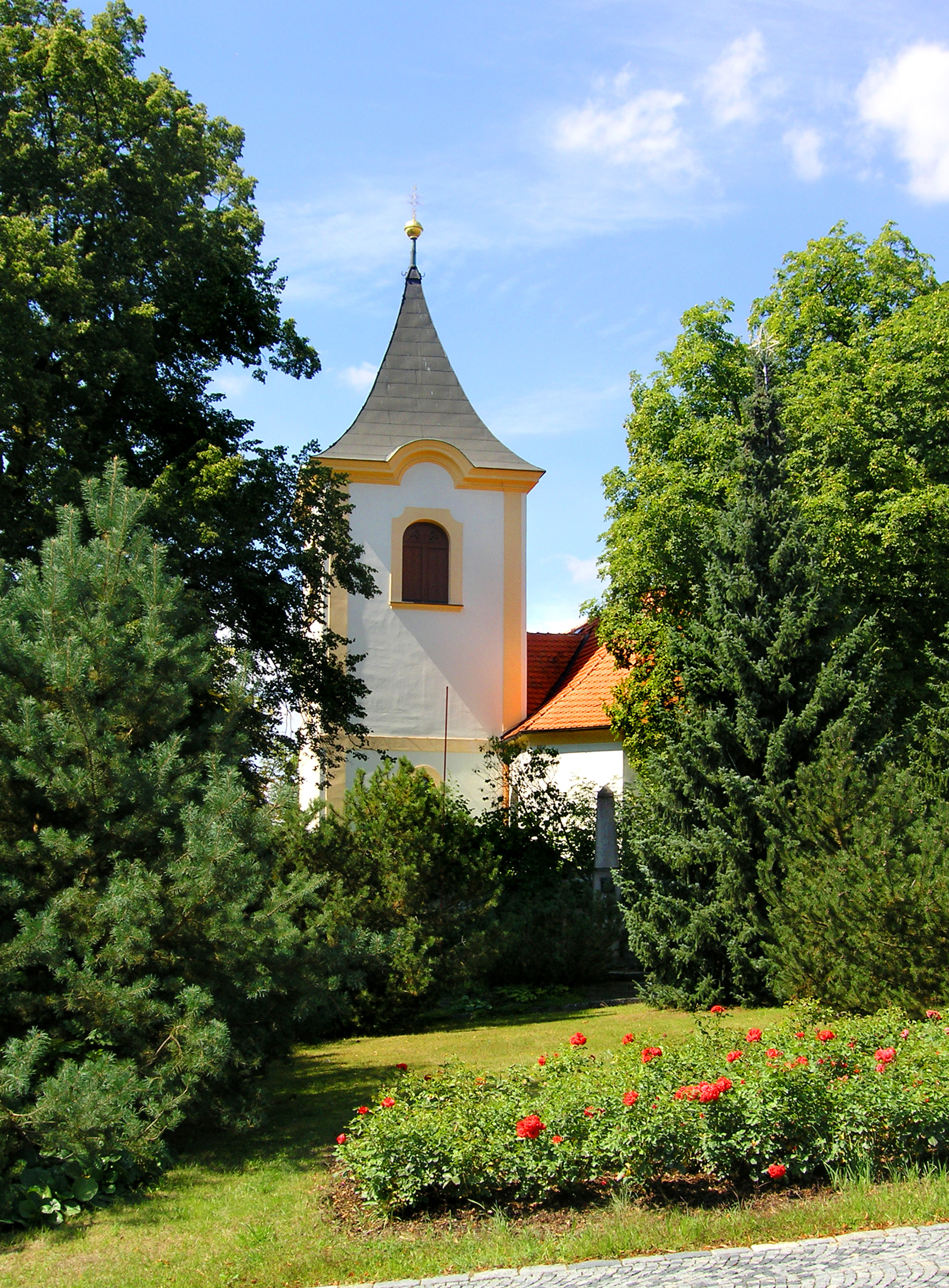
Église Maria Schnee
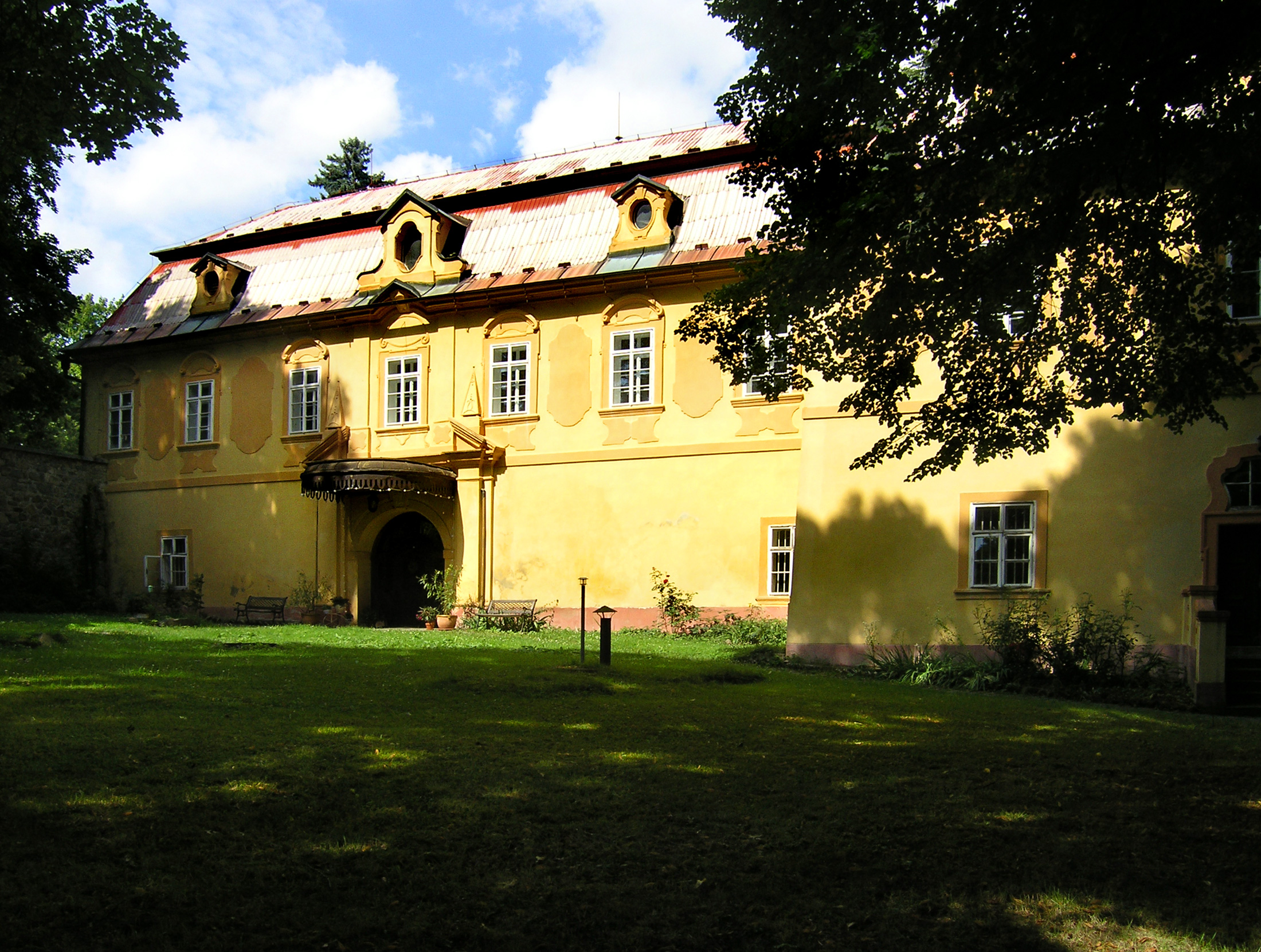
Château Lojovice
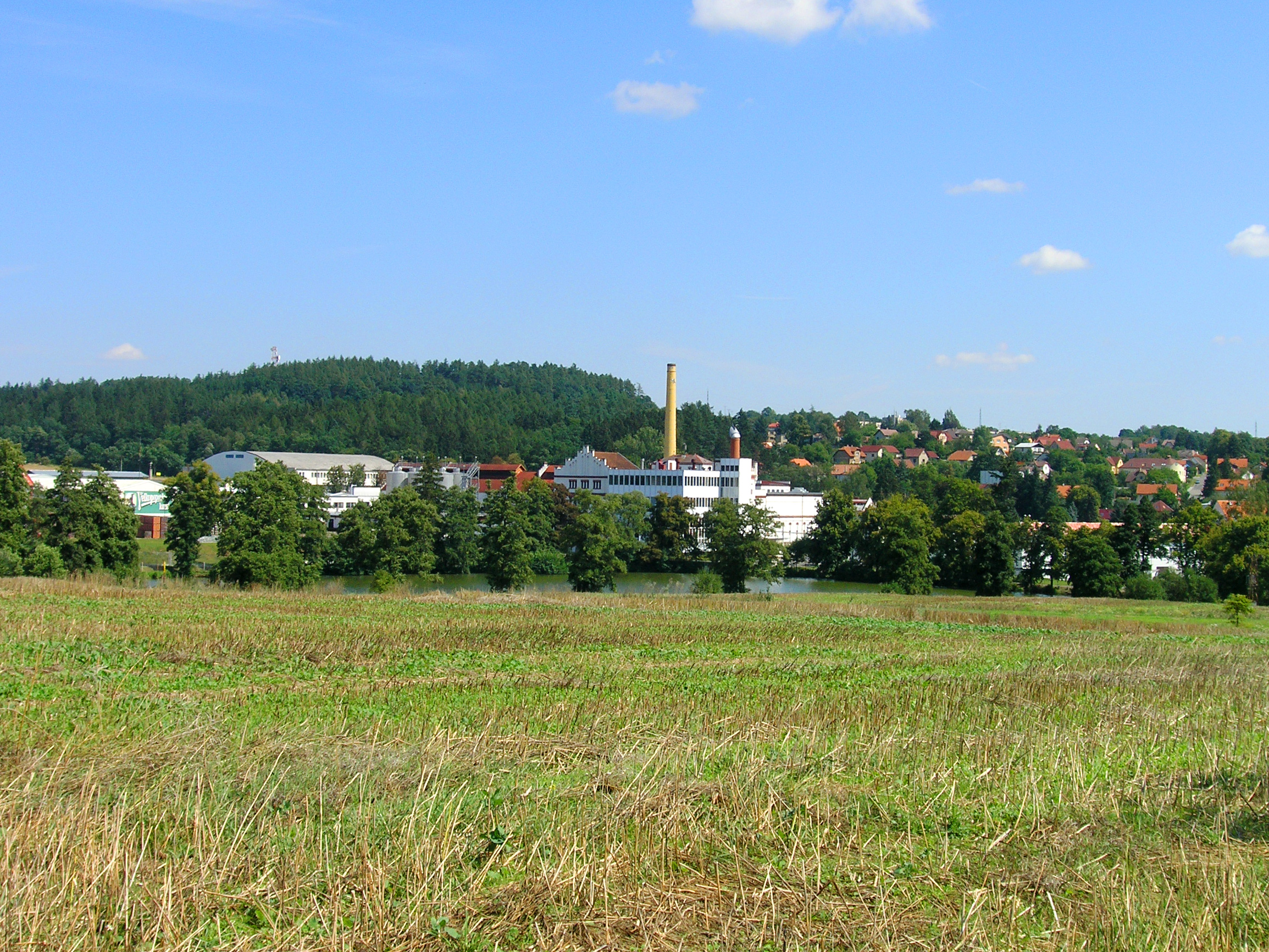
Le village
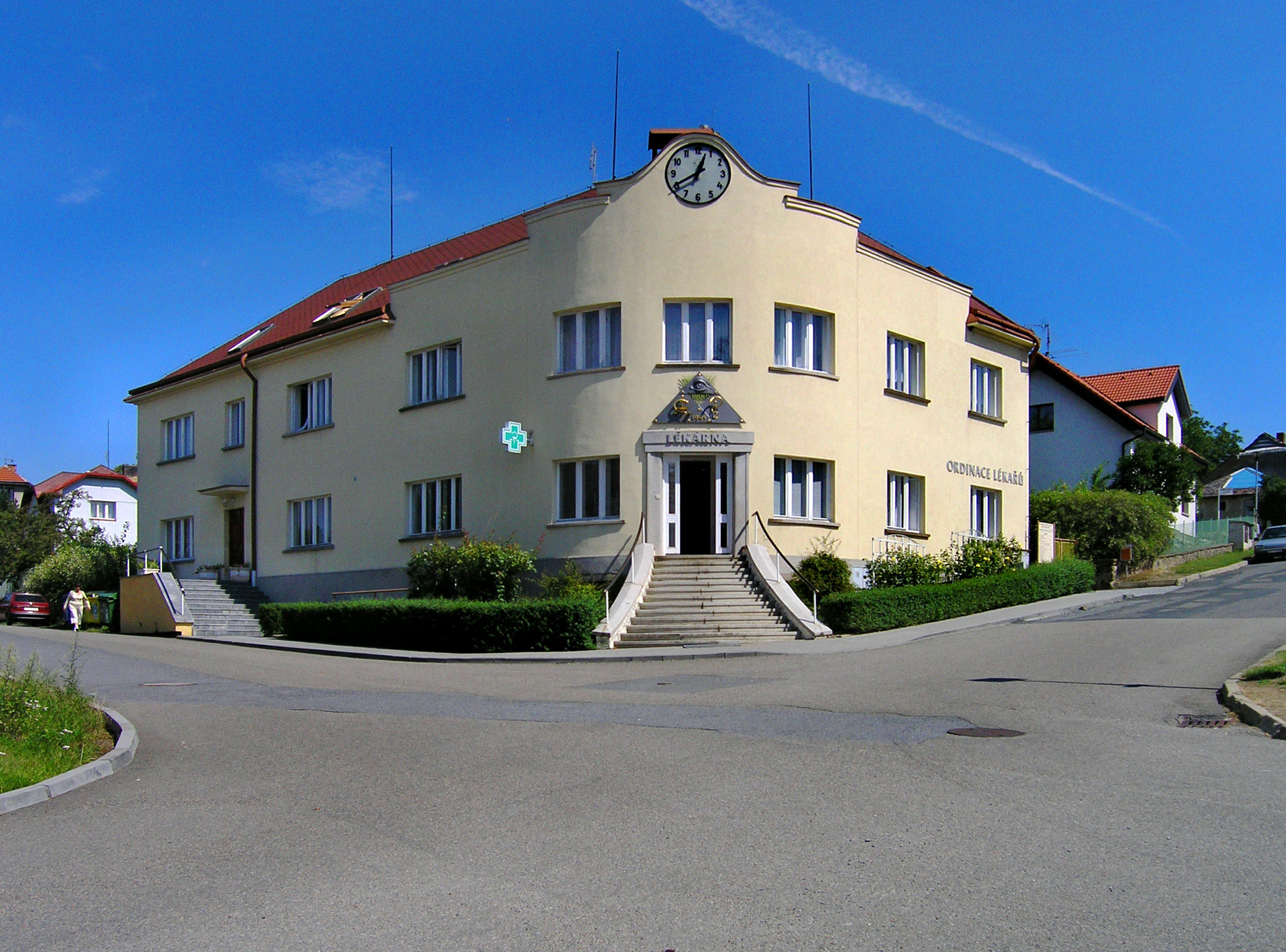
L'hôpital